# Piazza del Duomo (Milán)

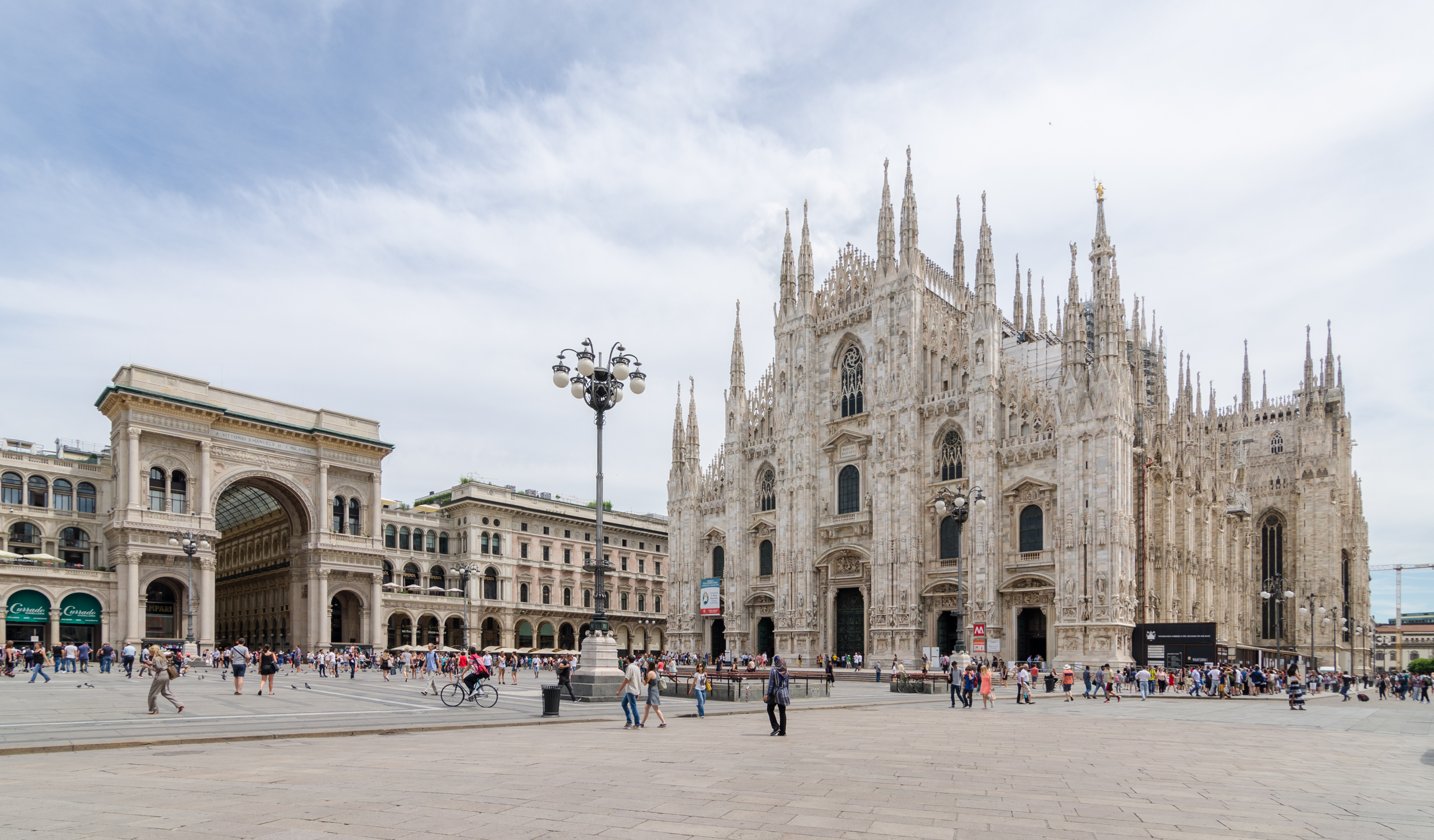
La piazza, mirando hacia el noreste, hacia el Duomo (a la derecha) y el arco que marca la entrada a la Galería Víctor Manuel II (a la izquierda).

La Piazza del Duomo (en español: Plaza de la Catedral) es la plaza principal de Milán, Italia. Está dominada por la Catedral de Milán (el Duomo), de la que recibe su nombre. La plaza marca el centro de la ciudad, tanto en sentido geográfico como por su importancia artística, cultural y social. Con una forma rectangular y una superficie de 17000 m², la plaza contiene algunos de los edificios más importantes de Milán e Italia, así como algunas de las actividades comerciales más prestigiosas, y es la atracción turística más importante de la ciudad.
Aunque la plaza se creó originalmente en el siglo XIV y se ha desarrollado gradualmente desde entonces (junto con el Duomo, que tardó seis centurias en construirse), su proyecto global y su forma actual se debe en gran parte al arquitecto Giuseppe Mengoni, y data de la segunda mitad del siglo XIX. Los edificios monumentales que rodean la plaza, salvo el Duomo y el Palacio Real, fueron introducidos por el diseño de Mengoni; el más notable de ellos es la Galería Víctor Manuel II.     (Que (), pero A)

## Historia

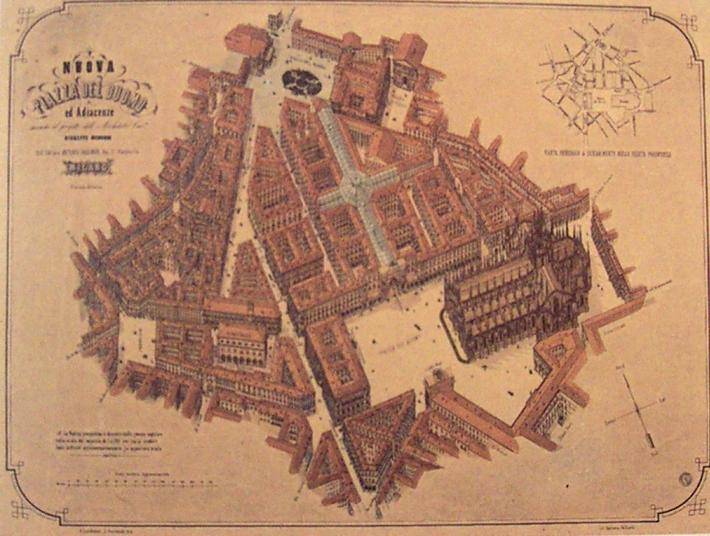
El proyecto de Giuseppe Mengoni. El proyecto se refleja en gran medida en la Piazza del Duomo actual. La excepción más notable es la ausencia el arco de triunfo del sur, simétrico al que conduce a la Galería Víctor Manuel II.

Los orígenes de la Piazza del Duomo se pueden remontar a la visión de Azzone Visconti (señor de Milán desde 1329 hasta 1339). En 1330, Azzone ordenó la demolición de las tabernas que rodeaban las dos iglesias centrales de Milán en aquel momento, la Basilica di Santa Maria Maggiore y la Basilica of Santa Tecla, para crear una plaza del mercado, llamada "Piazza dell'Arengo", la primera encarnación de la actual Piazza del Duomo. La plaza se llamó en honor al arengario (también conocido como "broletto"), es decir, la sede del gobierno local. Ninguno de los edificios originales de la Piazza dell'Arengario ha sobrevivido.
El sucesor de Azzone, Gian Galeazzo Visconti, amplió la plaza, ordenando la demolición de la casa del obispo (en 1385) y el baptisterio San Giovanni alle Fonti (en 1387). En las décadas siguientes, no obstante, la plaza no se desarrolló mucho, pero se demolió una de las dos basílicas, Santa Maria Maggiore, debido a que habían comenzado las obras del Duomo. En 1458, el Papa Pío II autorizó a Francesco Sforza y la Veneranda fabbrica del Duomo di Milano (la empresa responsable de la construcción del Duomo) para demoler Santa Tecla y crear una plaza mayor que encajara con la majestuosidad del Duomo. Un tanto absurdamente, la basílica se reconstruyó parcialmente en los años siguientes, para ser demolida de nuevo a mediados del siglo XVI.
La siguiente modificación importante de la plaza sucedió en la segunda mitad del siglo XVIII, cuando el arquitecto Giuseppe Piermarini rediseñó el antiguo arengario como el nuevo Palacio Real; un efecto colateral del diseño de Piermarini fue el de crear otra plaza más pequeña, junto a la Piazza del Duomo, y por tanto ampliando la zona al aire libre.
En el siglo XIX, el arquitecto Giulio Beccaria fue contratado por Fernando I de Austria para rediseñar la plaza de nuevo. La principal contribución de Beccaria al diseño de la zona fue la construcción del palacio que serviría como la sede de la Fabbrica del Duomo, situado al sureste de la catedral.
Un giro importante en la evolución de la plaza se produjo tras la Segunda Guerra de la Independencia de Italia (1859). En 1860, el gobierno de la ciudad proclamó la intención de rediseñar radicalmente la plaza y crear una nueva avenida para festejar al Rey Víctor Manuel II. Se convocaron varias competiciones de diseño, y el proyecto de una nueva plaza se realizó gradualmente. La reestructuración se encargó al arquitecto Giuseppe Mengoni, y las obras comenzaron en 1865. Desde 1865 hasta 1873, siguiendo el diseño de Mengoni, se amplió la plaza (se demolió un barrio entero, el "Rebecchino", para este objetivo, así como el popular edificio porticado llamado Coperto dei Figini) y después adquirió la mayoría de sus monumentos modernos, incluida la Galería Víctor Manuel II (construida entre 1864 y 1867) y los dos "Palazzi dei Portici" ("Palacios de los Pórticos") al norte y al sur.
La obra de Mengoni, de todos modos, no estuvo exenta de dificultades. La empresa responsable de las obras, la Empresa de Mejoras de la Ciudad de Milán, experimentó problemas financieros, por lo que se tuvo que encargar el gobierno de Milán. Parte de la zona de la Galería se vendió a propietarios privados, con la obligación de completar las obras según el diseño de Mengoni. En 1875, cuando se completaron los dos Palacios de los Pórticos, nuevos problemas de financiación amenazaron la realización de los dos arcos del triunfo que se contemplaban en el diseño; Mengoni decidió financiar la construcción él mismo. Cuando Mengoni murió en 1877, solo uno de los arcos, el de la entrada a la Galleria, se había completado; la construcción del segundo arco se abandonó. De hecho, Mengoni murió en la Piazza del Duomo, al caer de un andamio mientras supervisaba las obras.
En 1896, se inauguró la estatua del Rey Victor Emmanuel II en el centro de la plaza. Esto señaló la finalización de la reestructuración iniciada por las autoridades de la ciudad en 1860.
El último cambio de la plaza sucedió durante la etapa fascista, cuando se construyó el Arengario en el lugar en el que Mengoni había planeado construir un segundo arco del triunfo, al otro lado de la plaza, frente a la Galleria. El Arengario tenía el objetivo principal de permitir que la podestà local (o el mismo Benito Mussolini) pronunciara discursos a la población. En la actualidad alberga un museo del arte del siglo XX.

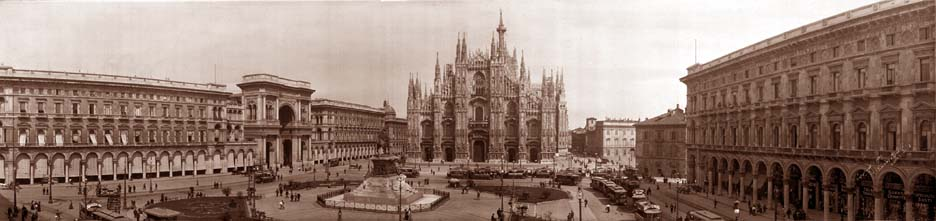
Piazza del Duomo in 1909, antes de que se construyera el Arengario.

## Monumentos
- El Duomo di Milano (Catedral de Milán)
- La Galería Víctor Manuel II
- El Palazzo dell'Arengario
- El Palazzo Carminati
- El Palazzo dei Portici Settentrionali
- El Palazzo dei Portici Meridionali
- El Palacio Real de Milán
- El Monumento al Rey Víctor Manuel II

## Galería de imágenes

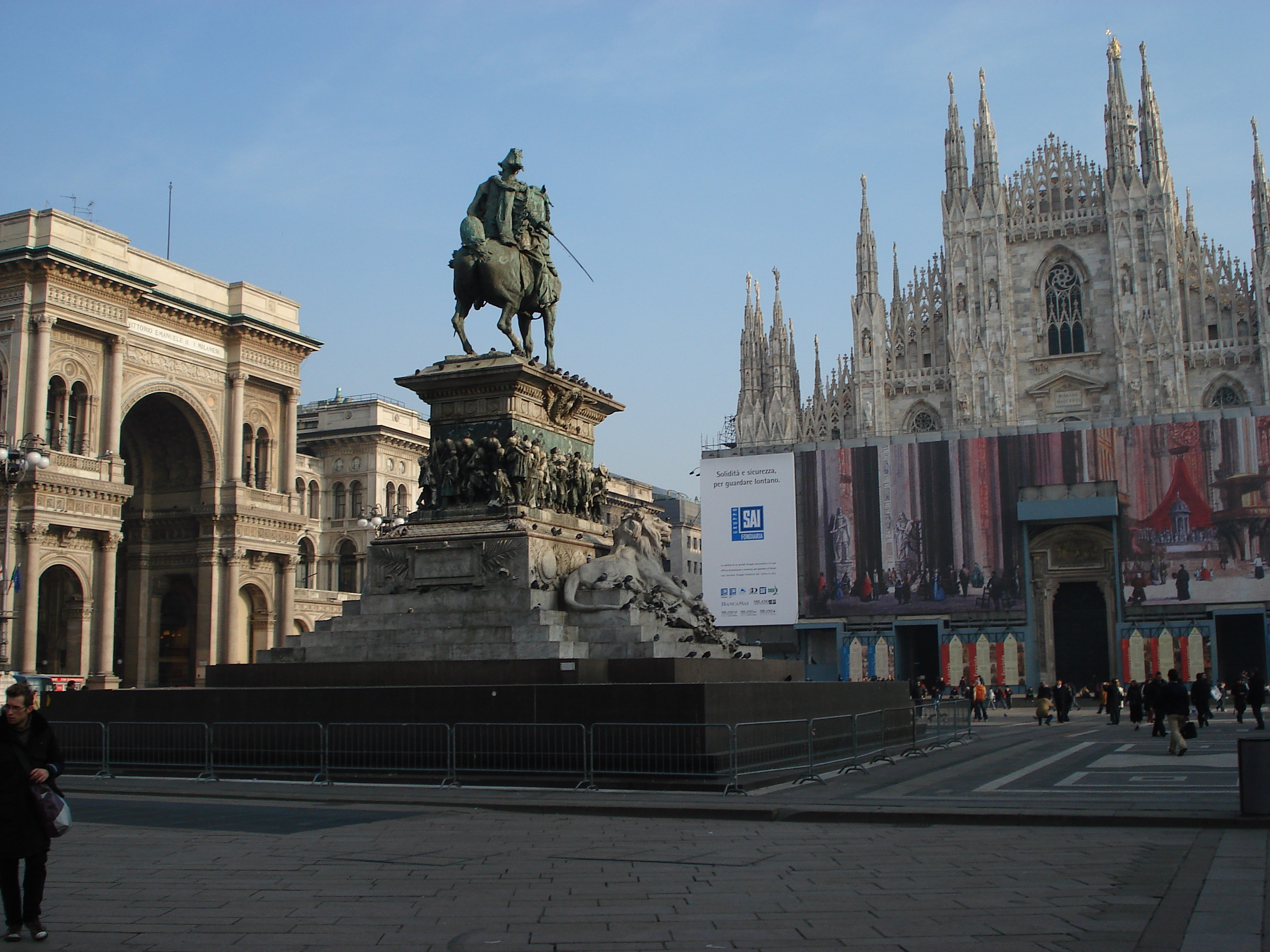
La plaza en 2007
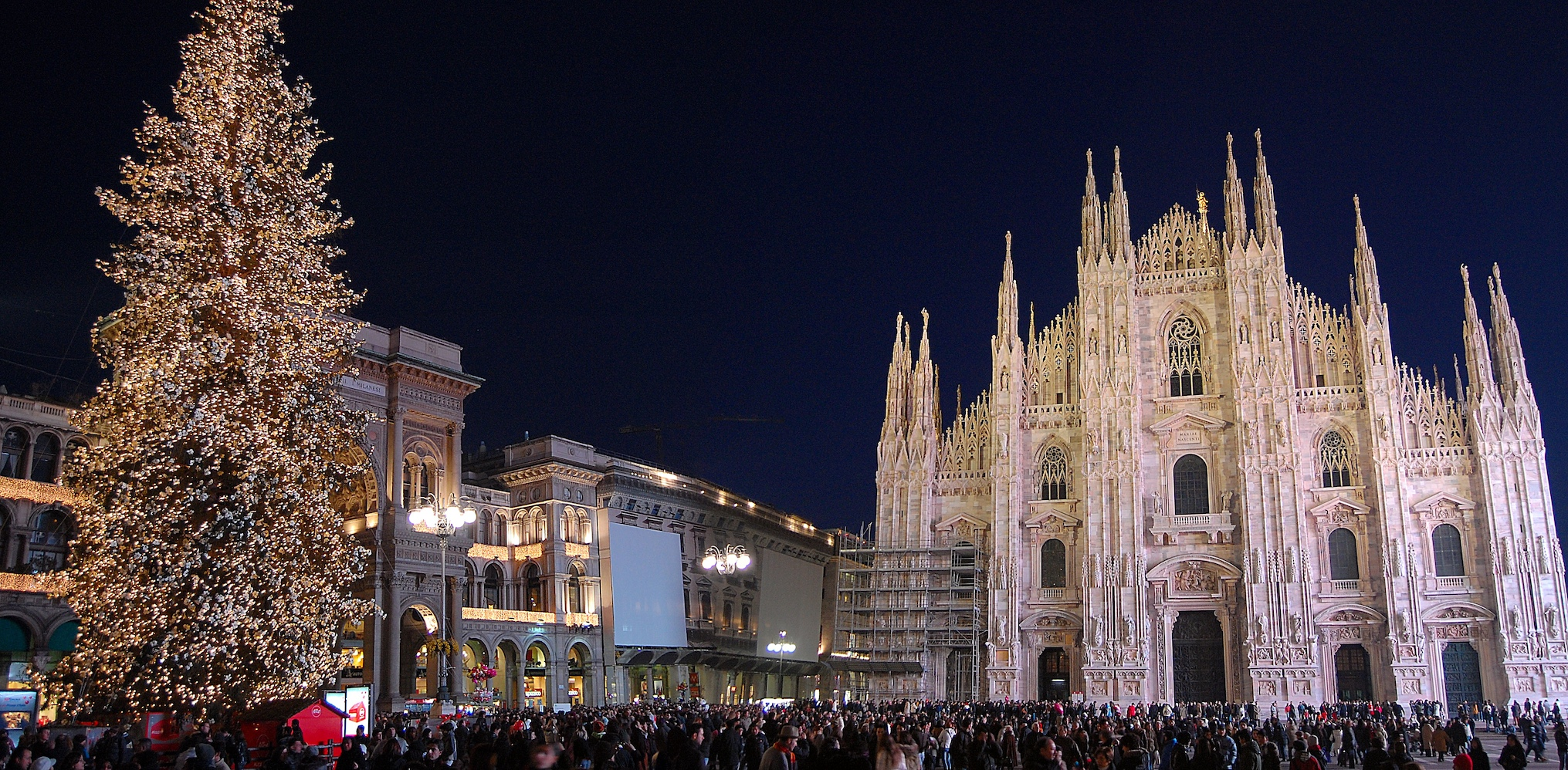
La plaza durante navidades (2008)
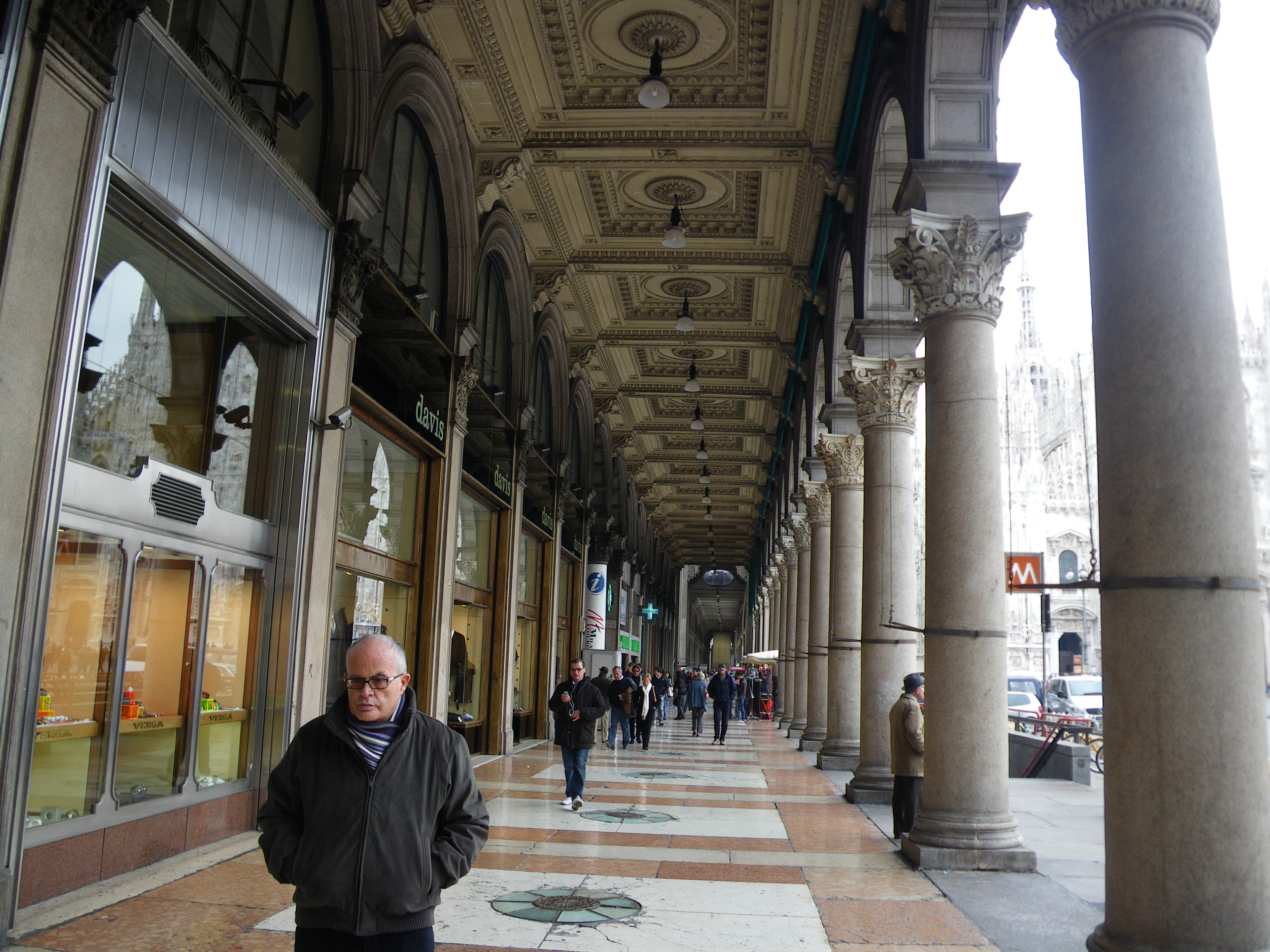
Uno de los pórticos de la plaza
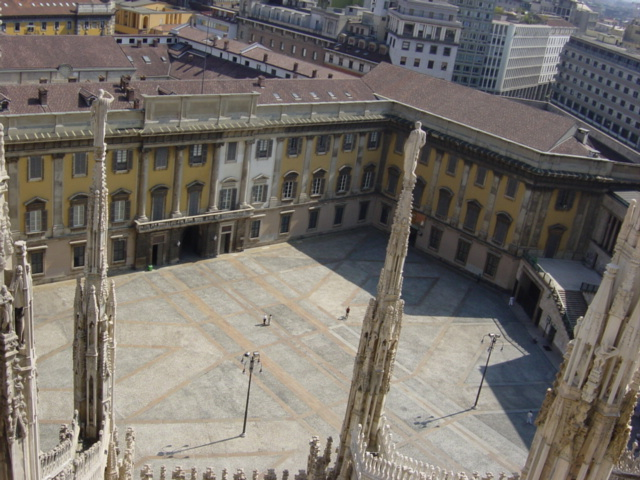
El patio del Palacio Real
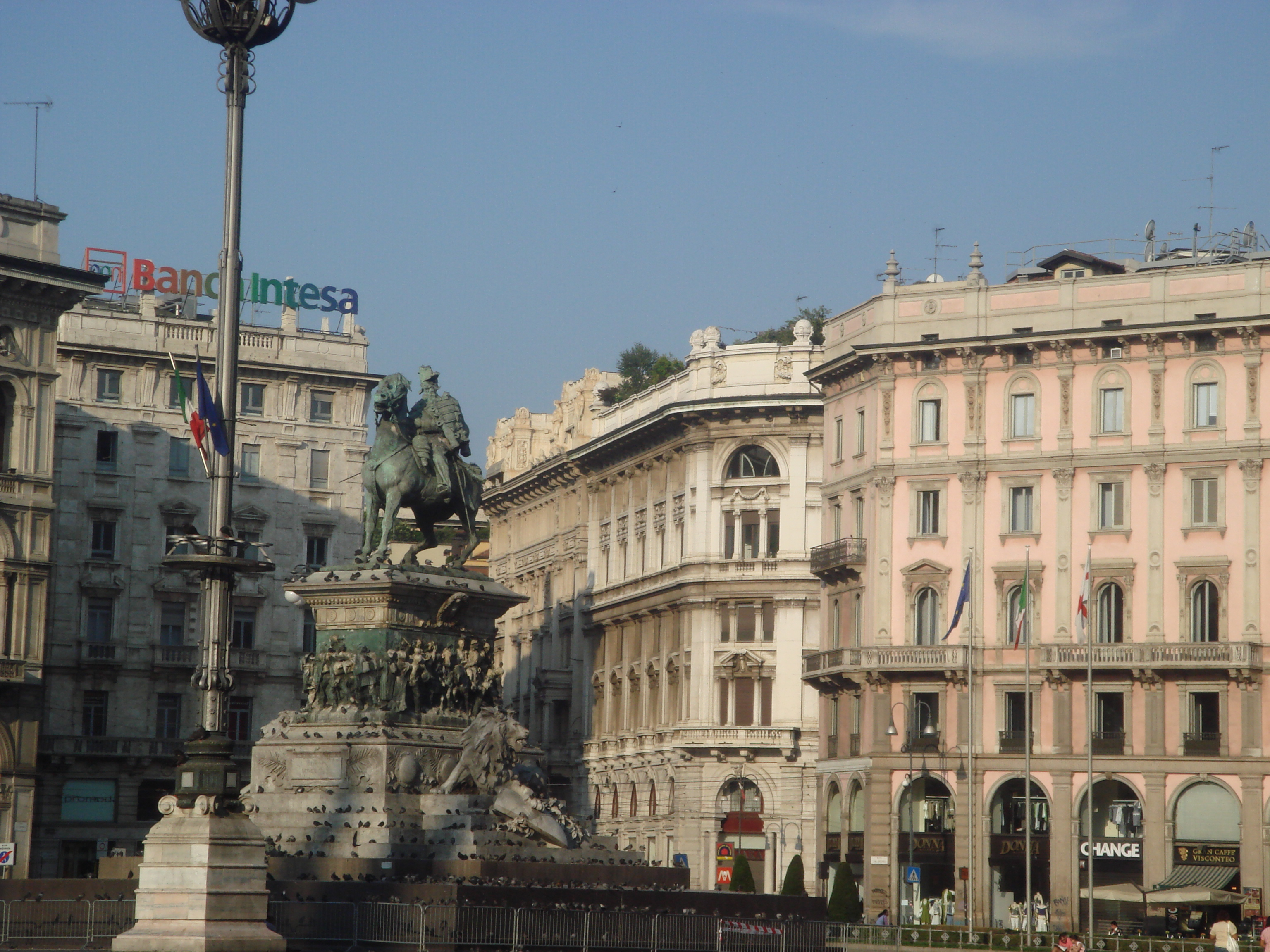
El monumento al Rey Víctor Manuel II
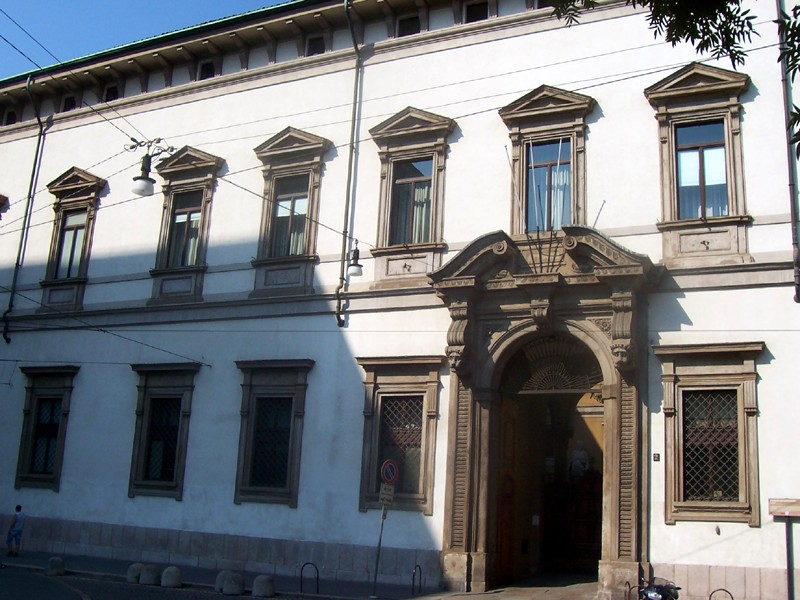
El Arcivescovado
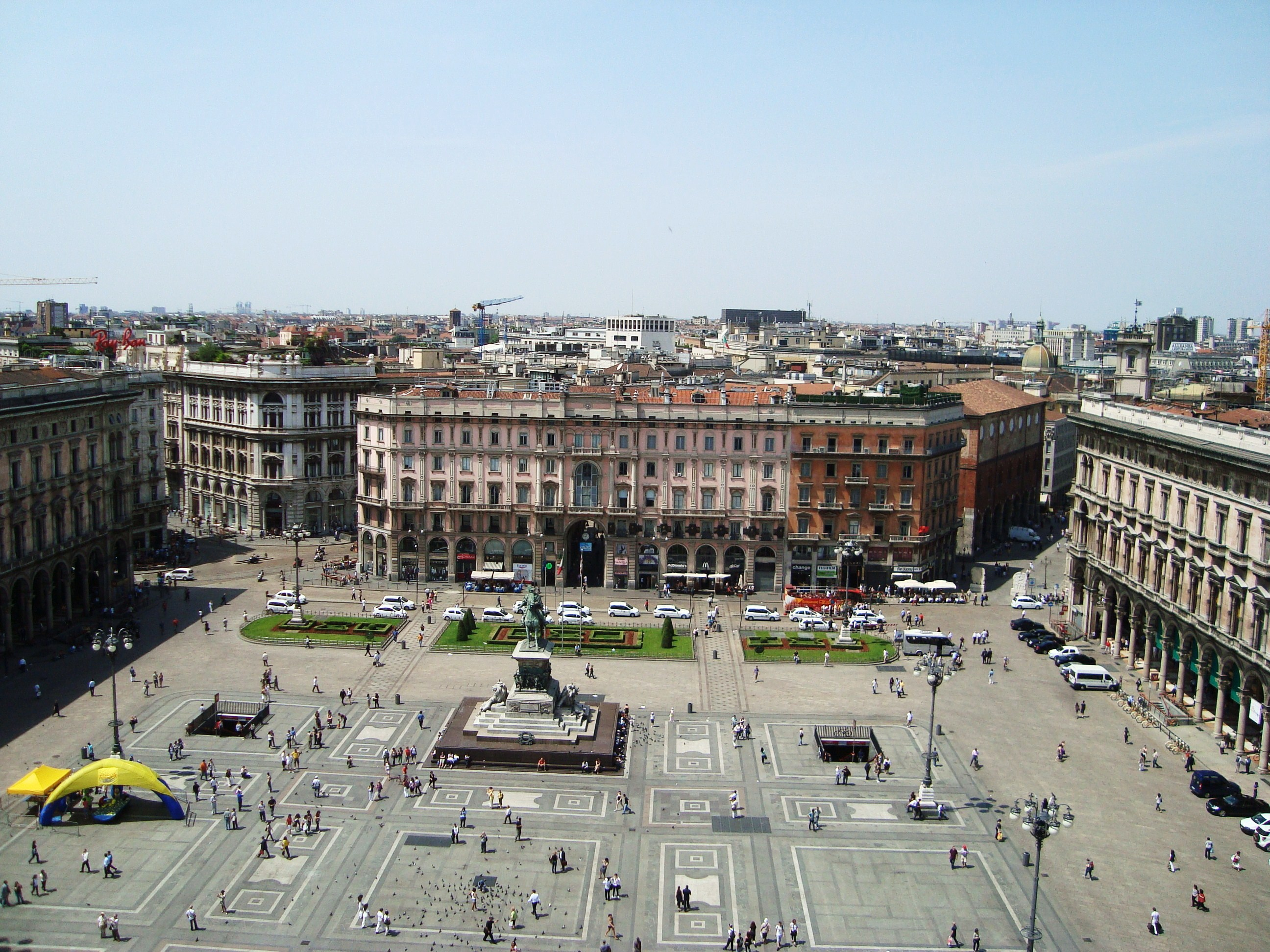
El Palazzo Carminati y la plaza
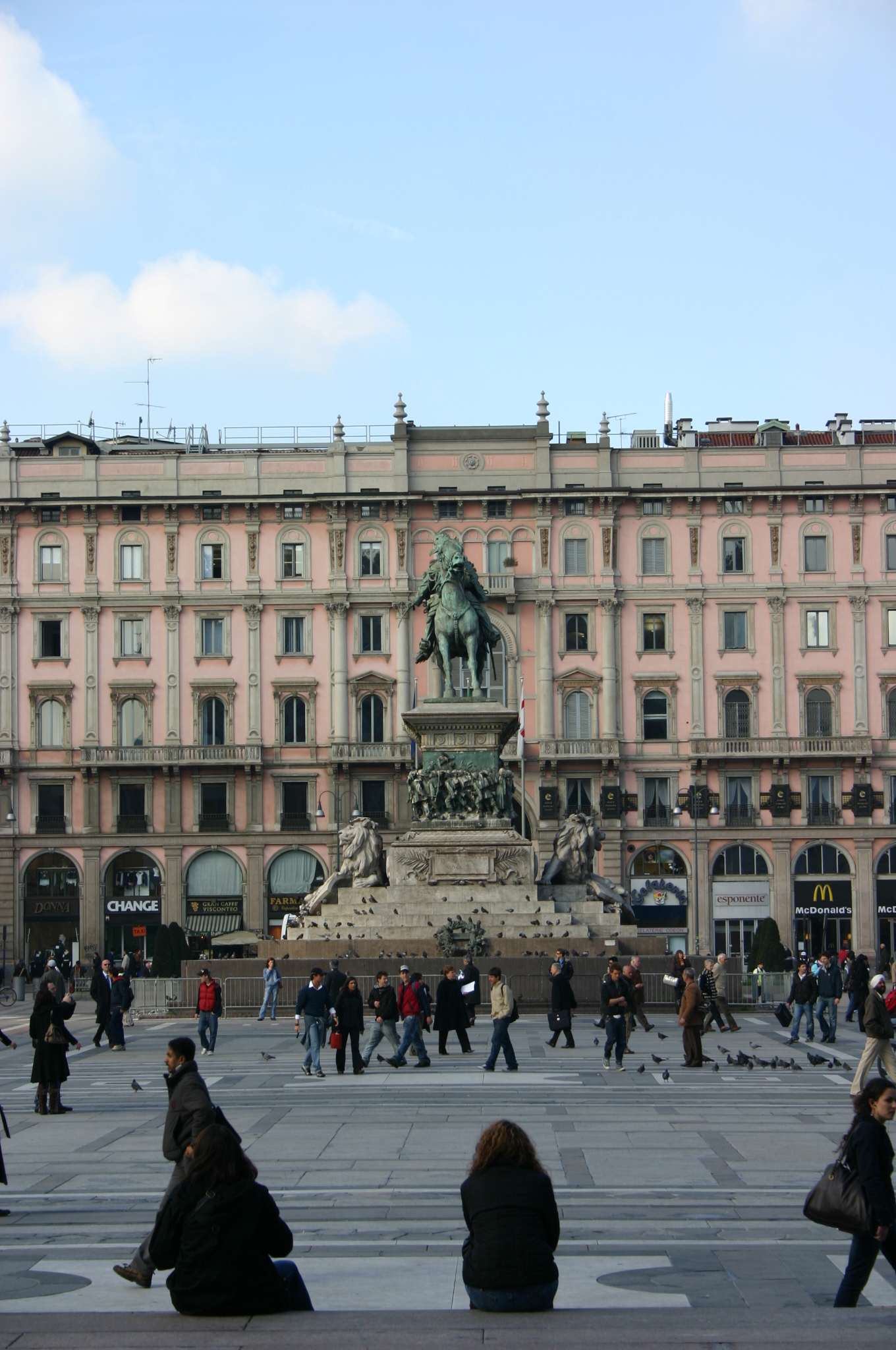
El monumento al Rey Victor Manuel II y el Palazzo Carminati tras él